# Hunting High and Low
Hunting High And Low je debutovým albem norské skupiny A-ha. Alba se celosvětově prodalo více než osm milionů kopií a obsahuje tři skladby, které obsadily první příčku hitparád. V roce 1986 byly Take On Me a The Sun Always Shines On T.V. navrženy na celkem 11 MTV Video Awards cen. A-ha získali osm z nich.

## Řazení skladeb
1. Take On Me 3:49
2. Train Of Thought 4:14
3. Hunting High And Low 3:45
4. The Blue Sky 2:36
5. Living A Boy's Adventure Tale 5:02
6. The Sun Always Shines On T.V. 5:08
7. And You Tell Me 1:52
8. Love Is Reason 3:07
9. I Dream Myself Alive 3:10
10. Here I Stand And Face The Rain 4:30

## Obsazení

### Členové skupiny
- Morten Harket (zpěv)
- Paul Waaktaar-Savoy (kytara, zpěv)
- Magne Furuholmen (klávesy, zpěv)

### Hosté
- ? (bicí)